# Jason Wiles
Jason Austin Wiles (25 de abril de 1970) es un actor, guionista, y productor estadounidense. Es conocido por su papel del Agente Bosco en la serie de televisión Third Watch.

## Biografía
Wiles nació en Kansas City, Misuri, EE. UU., y se crio en Lenexa, Kansas, donde asistió a la Escuela Católica de la Santísima Trinidad. Cuando acabó el instituto y habiendo dejado pasar una oportunidad para jugar al fútbol americano universitario, empezó a trabajar para el Departamento de Parques de Lenexa.
En su vida privada, Jason contrajo matrimonio en 1996 con la agente literaria Joanne Roberts. El matrimonio tuvo dos hijos y actualmente se encuentran separados.

## Carrera
En 1990, cuando llegó a Kansas City el rodaje de la película "Mr. & Mrs. Bridge", Jason trabajó en el set de rodaje y sus pasión por el cine comenzó a aflorar. Un año más tarde, el telefilme "They Come Back" basado en la novela de Stephen King también aterrizó en su ciudad y Jason volvió a participar en el doblaje además de salir de extra en varias escenas. En este mismo ámbito, trabajó en  "El indomable", "The Underworld", "Perdidas", "The Commuters" y "A House Divided". Después de los rodajes, con unos cuantos contactos en el bolsillo, Jason Wiles se mudó a Los Ángeles dónde apareció en varios anuncios de televisión hasta que consiguió el papel protagonista en un programa de televisión en la franja de "after-school".
En 1994 salió en el vídeo de Bon Jovi, "Always", el que le dio la oportunidad de actuar en 32 episodios de la serie "Beverly Hills 90210" en 1995. Su interpretación de Colin Robbins en la serie del momento, le hizo ganar cierto renombre en Hollywood.
Pero fue en 1999 cuando llegó su verdadera oportunidad, al hacerse con el papel protagonista en la serie coral "Third Watch", interpretando al policía de Nueva York, Maurice 'Bosco' Boscorelli. Actuó en las seis temporadas que duró la serie, desde 1999 hasta el 2005.
Desde que acabara la serie le hemos visto en pequeños papeles en las películas "Zodiac" y "El Padrastro". 
Además podemos verle en la serie "Persons Unknown", en el papel de Joe.

## Filmografía

### Películas
| Año  | Título                 | Papel           |
| ---- | ---------------------- | --------------- |
| 1994 | Windrunner             | Greg Cima       |
| 1995 | Higher Learning        | Wayne           |
| 1995 | Angel's Tide           |                 |
| 1995 | Kicking and Screaming  | Skippy          |
| 1997 | Kitchen Party          | Steve           |
| 1999 | Matters of Consequence | Jake            |
| 2005 | Heart of the Beholder  | Deetz           |
| 2005 | Zodiac                 | Lab Tech Dagitz |
| 2009 | The Stepfather         | Dylan Bennet    |
| 2012 | MoniKa                 | Reagan          |
| 2013 | The Jogger             | Malcolm         |
| 2019 | Sunny Daze             | Sunny           |
| 2023 | Your Lucky Day         | Dick            |

### Televisión
| Año       | Título                            | Papel                    | Notas                                              |
| --------- | --------------------------------- | ------------------------ | -------------------------------------------------- |
| 1995–1996 | Beverly Hills, 90210              | Colin Robbins            | Recurrente, 32 episodios                           |
| 1998      | To Have & to Hold                 | Michael McGrail          | Protagonista, 13 episodios                         |
| 1999–2005 | Third Watch                       | Maurice Boscorelli       | Protagonista, 131 episodios                        |
| 2002      | ER                                | Maurice Boscorelli       | Episodio: "Brothers and Sisters"                   |
| 2005      | Commander in Chief                | Alex Williams            | Recurrente, 4 episodios                            |
| 2006      | Mentes criminales                 | Caleb Dale Sheppard      | Episodio: "Psychodrama"                            |
| 2007      | Army Wives                        | Peter Belgrad            | Episodio: "One of Our Own"                         |
| 2008      | Living Hell                       | Glenn Freeborn           | Película de televisión                             |
| 2008      | In Plain Sight                    | Detective Robert Patrone | Episodio: Good Cop, Dead Cop                       |
| 2010      | Persons Unknown                   | Joe Tucker               | Protagonista, 13 episodios                         |
| 2010      | Law & Order: Special Victims Unit | Alexander Gammon         | Episodio: "Branded"                                |
| 2011      | No Ordinary Family                | Mike Powell              | Episodio: "No Ordinary Brother"                    |
| 2011      | Castle                            | Damian Westlake          | Episodio: "The Final Nail"                         |
| 2011      | CSI: Nueva York                   | John Curtis              | 3 episodios                                        |
| 2013      | The Bridge                        | Paul                     | 2 episodios                                        |
| 2014      | Stalker                           | Tom Wade                 | Episodio: "Tell All"                               |
| 2015      | Scream                            | Sheriff Clark Hudson     | Protagonista (season 1)                            |
| 2017      | Escaping Dad                      | Darren Lattimer          | Película de televisión                             |
| 2017      | In the Rough                      | Larry McCracken          | Protagonista                                       |
| 2018      | S.W.A.T.                          | Sergeant Vandelli        | Episodio: "Patrol"                                 |
| 2020      | Deputy                            | David Browder            | Episodio: "10-8 Do No Harm"                        |
| 2021      | NCIS                              | Paul LeMere              | Episodios: "Nearly Departed" and "Road to Nowhere" |
| 2022      | 9-1-1: Lone Star                  | Ron Bettancourt          | Episodio: "Red vs. Blue"                           |
| 2023      | Will Trent                        | Oficial Tate Grillo      | Episodio: "Manhunt"                                |